# بیانیه محدوده

بیانیه محدوده

بیانیه محدوده (انگلیسی: Scope statement) یا بیانیه محدوده پروژه، در مدیریت پروژه، از مدارک اصلی تولید شده در مراحل ابتدایی پروژه می‌باشد، که محتوای آن بسته به نوع اجرای پروژه و ماهیت سازمان مجری پروژه، متفاوت می‌باشد. بیانیه محدوده در مجموع، اهداف اصلی پروژه را شرح داده و جزئیات پروژه‌ها را نیز به‌صورت تفصیلی ارائه می‌دهد. اهداف عنوان شده در این مدرک می‌بایست شامل شاخص‌های قابل اندازه‌گیری باشد. بیانیه محدوده اغلب قبل از تهیه شرح کار ارائه شود و محتوای آن می‌بایست مشخصات محصول خروجی پروژه را شرح داده و ویژگی‌های محصول پروژه را به توصیف نماید. بیانیه محدوده همچنین شامل فهرستی از بهره‌بردارها و کاربران نهایی محصول پروژه می‌باشد.